# Batu Panjang
Batu Panjang is een bestuurslaag in het regentschap Bengkalis van de provincie Riau, Indonesië. Batu Panjang telt 3813 inwoners (volkstelling 2010).